# Milano-Sanremo 1926
La Milano-Sanremo 1926, diciannovesima edizione della corsa, fu disputata il 21 marzo 1926, per un percorso totale di 286,5 km. Fu vinta dall'italiano Costante Girardengo, giunto al traguardo con il tempo di 9h48'00" alla media di 29,235 km/h davanti ai connazionali Nello Ciaccheri e Egidio Picchiottino.
I ciclisti che partirono da Milano furono 89; coloro che tagliarono il traguardo a Sanremo furono 34.

## Ordine d'arrivo (Top 10)
| Pos. | Corridore           | Squadra         | Tempo    |
| ---- | ------------------- | --------------- | -------- |
| 1    | Costante Girardengo | Wolsit-Pirelli  | 9h48'00" |
| 2    | Nello Ciaccheri     | Legnano-Pirelli | a 6'40"  |
| 3    | Egidio Picchiottino | Alcyon-Dunlop   | a 11'15" |
| 4    | Gaetano Belloni     | Wolsit-Pirelli  | a 12'45" |
| 5    | Arturo Bresciani    | Olympia-Dunlop  | a 17'30" |
| 6    | Ermanno Vallazza    | Legnano-Pirelli | a 18'30" |
| 7    | Giuseppe Pancera    | Olympia-Dunlop  | a 18'35" |
| 8    | Marcel Huot         | Maino           | a 21'00" |
| 9    | Romain Bellenger    | Alcyon-Dunlop   | a 22'30" |
| 10   | Secondo Martinetto  | Méteore-Wolber  | a 30'00" |